# Knüllwald
Knüllwald é um município da Alemanha, situado no distrito de Schwalm-Eder, no estado de Hesse. Tem 100,68 km² de área, e sua população em 2019 foi estimada em 4.289 habitantes.